# Basilika Saint-Martin d’Ainay

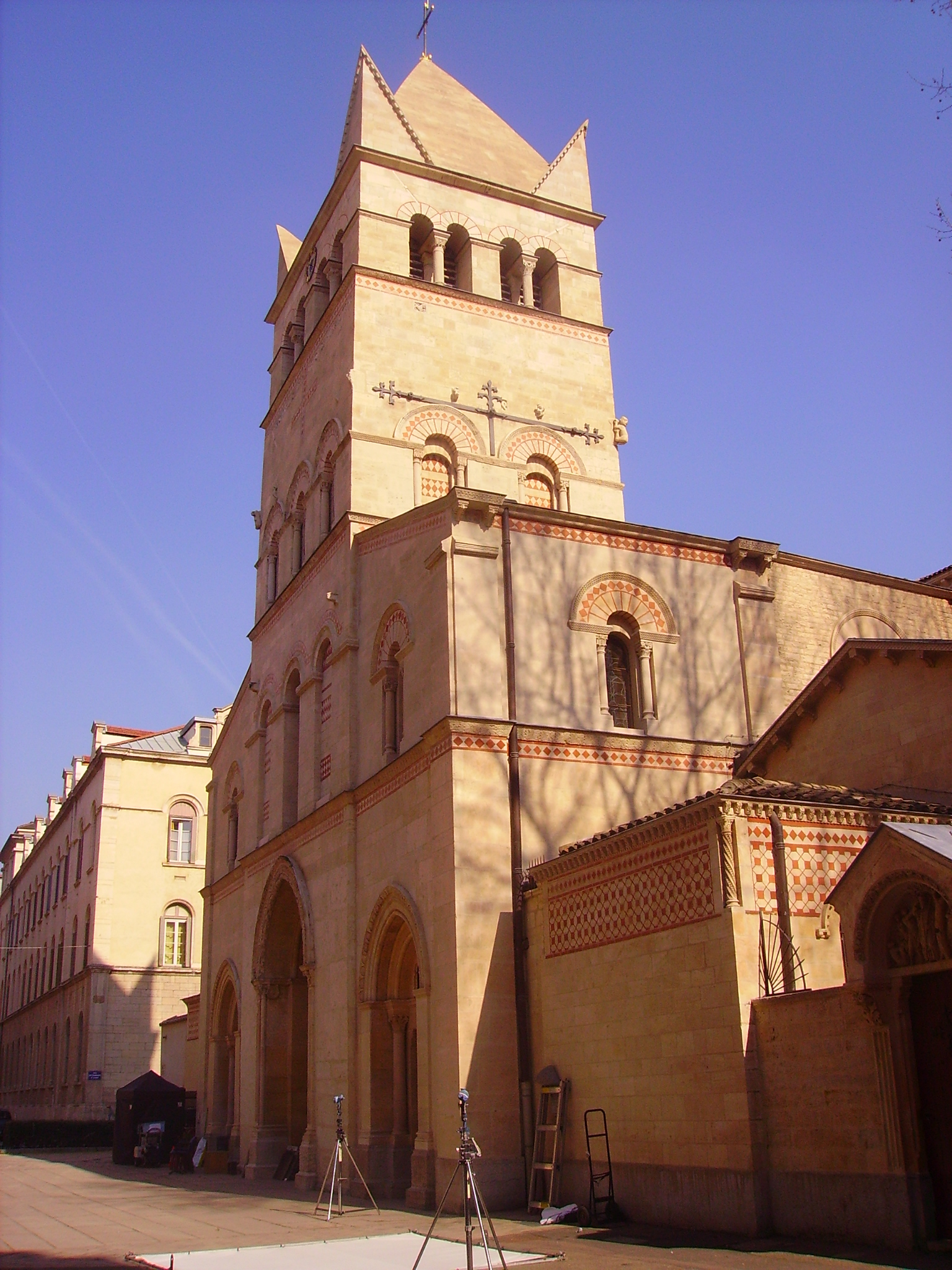
Basilika St-Martin in Lyon

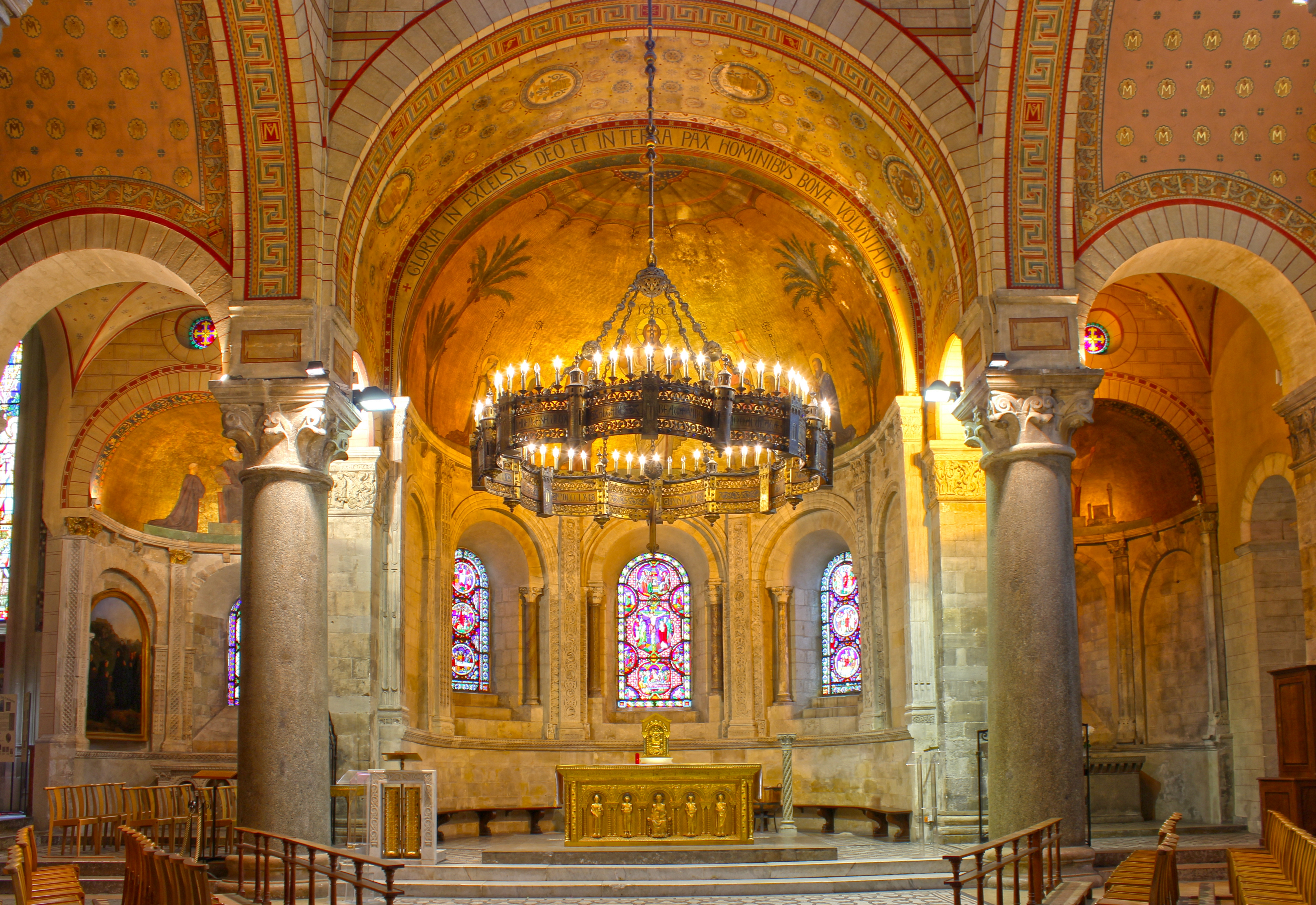
Chorraum

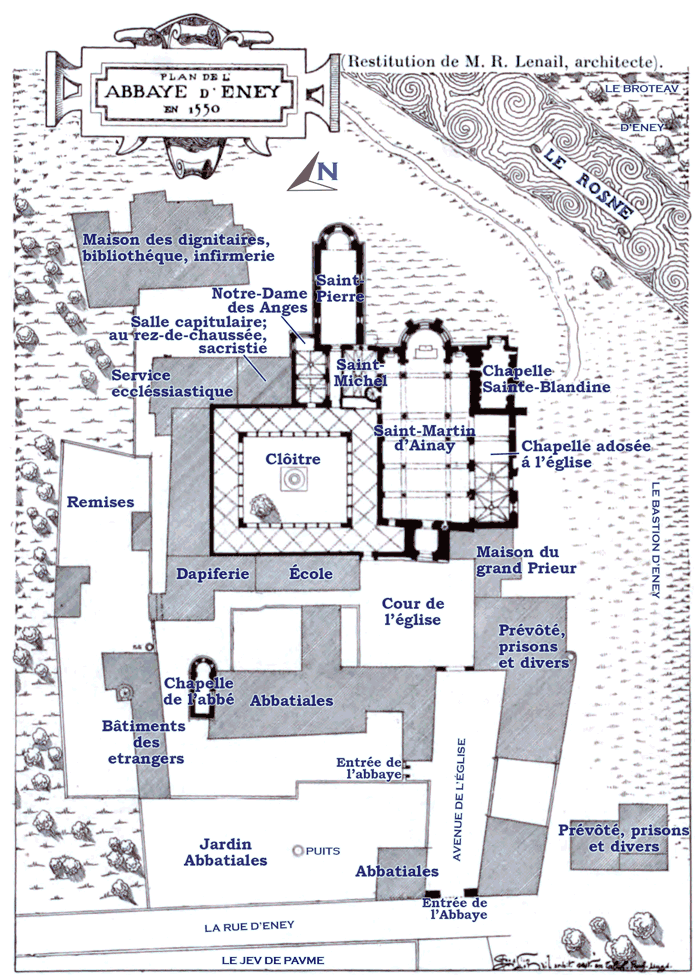
Grundriss der Abtei um 1550

Die Basilika Saint-Martin d’Ainay ist eine ehemalige Abteikirche im  Stadtteil Ainay von Lyon, Frankreich. Die Kirche des Erzbistums Lyon ist Martin von Tours gewidmet. Die romanische Kirche aus dem 12. Jahrhundert wurde 1840 in die Liste der Monument historique aufgenommen und 1905 in den Rang einer Basilika erhoben. Mit ihrer Lage auf der Halbinsel von Lyon ist sie Teil der UNESCO-Welterbestätte.

## Geschichte
Auf der Halbinsel von Lyon wurde 859 ein Benediktinerpriorat gegründet. Der Ort wird ungesichert auf den Fund der Überreste der Märtyrer von Lyon oder die Kirchengründung St. Martin des Einsiedlers Badulphe zurückgeführt, der in einem Gewölbemosaik dargestellt wird. Das Priorat wurde später in den Rang einer Abtei erhoben und ausgebaut. Die Abteikirche wurde Ende des 11. Jahrhunderts auf Initiative von Abt Gaucerand errichtet und am 29. Januar 1107 unter dem Namen St. Martin durch Papst Paschalis II. (1099–1118) geweiht. Sie ist eine der wenigen romanischen Kirchen, die in Lyon erhalten sind.
Während der Herrschaft Ludwig IX. wurde zur Zeit des ersten Konzils von Lyon, das von Papst Innozenz IV. zur Exkommunizierung Kaiser Friedrich II. einberufen wurde, die Vorrangstellung der Abtei über 71 Kirchen, Abteien und Priorate von Burgund bis zur Provence anerkannt. Die Abtei von Ainay war im 13. Jahrhundert eine der mächtigsten des Königreichs Frankreich.
Jean II. de la Palud, Abt zwischen 1313 und 1324, errichtete im Kloster einen Palast. 
Während der Renaissance hatte das Kloster einen Hafen, der Abt lebte im Palast und die Mönche verfügten über bedeutende Gebäude mit Kreuzgang, Garten und Weinberg. Das klösterliche Leben war entspannt: Der Abt wurde nun vom König zum Kommendatarabt ernannt, wodurch das geistliche Leben beeinträchtigt wurde. Ab diesem Zeitraum wurde Land verkauft, auf dem neue Stadtviertel entstanden.
Im Jahr 1562 zerstörten die Truppen des François de Beaumont während der Hugenottenkriege einen Teil der Gebäude: Der Kreuzgang wurde niedergelegt, die Kirche verwüstet und die Archive verbrannt. 1600 hielt sich Heinrich IV. anlässlich seiner Heirat mit Maria von Medici, die in der Kathedrale von Lyon stattfand, in der Abtei auf.
Camille de Neufville de Villeroy wurde im Alter von zwölf Jahren zum Kommendatarabt ernannt. Der 1653 zum Erzbischof von Lyon ernannte Villeroy säkularisierte 1685 die Abtei.

## Pfarrkirche und Basilika

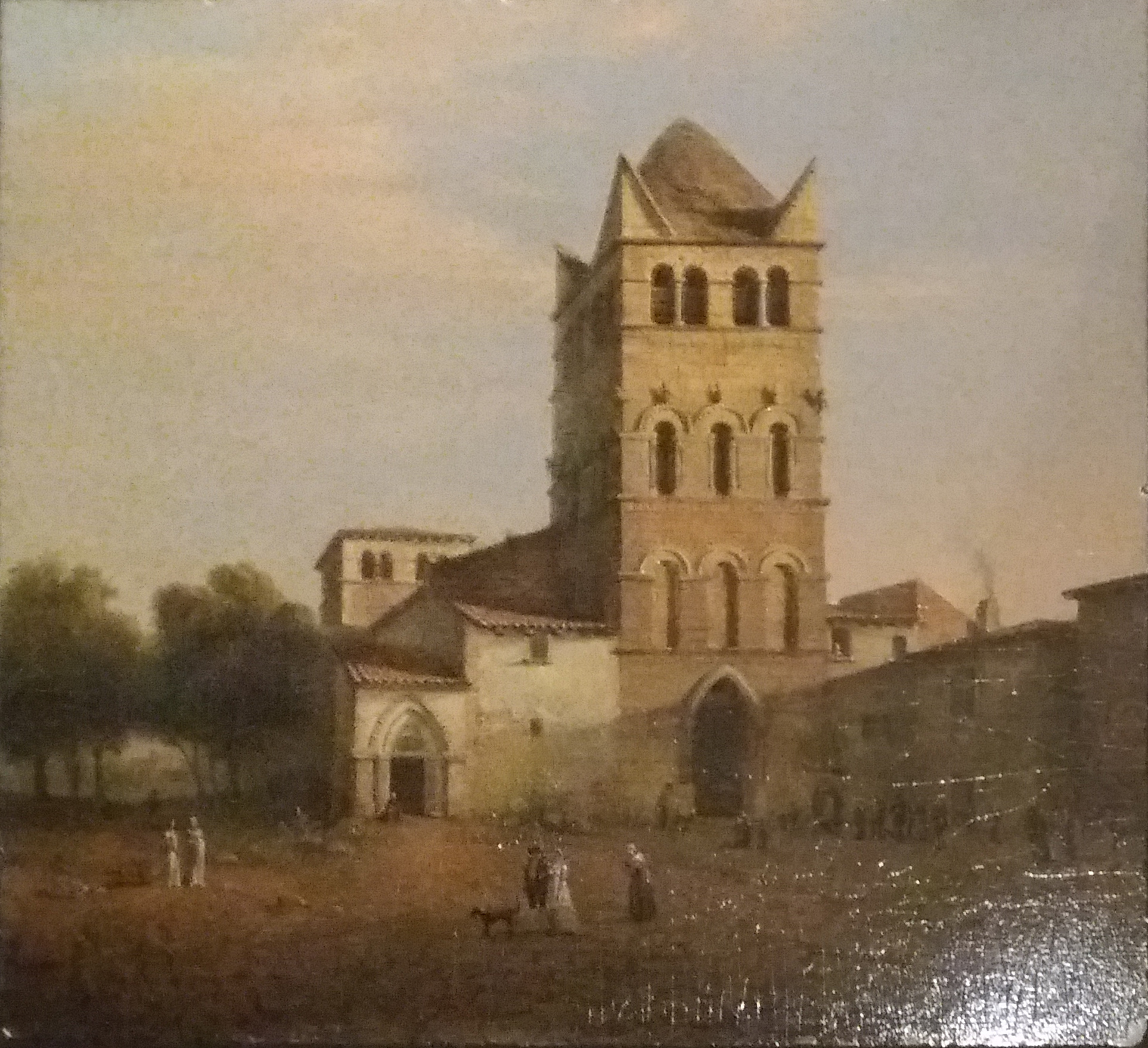
Saint-Martin d’Ainay,
Gemälde von Jean-Michel Grobon (1803)

Mit Auflösung das Klosters wurden die Kirche und die übrigen Gebäude 1685 einem weltlichen Kapitel anvertraut. Zwischen 1723 und 1769 beschloss das Kapitel, das Gebiet um den Pachthof herum zu  unterteilen, um das Land zu erschließen. Die Kirche verlor am 27. Januar 1780 den Titel Abteikirche und wurde zur Pfarrkirche.
Während der französischen Revolution wurden das Kloster beschlagnahmt und der Abtspalast abgerissen. Die Kirche wurde zu einem Kornspeicher, was ihre Zerstörung verhinderte. Sie wurde 1802 wieder für die Gläubigen geöffnet. Sie wurde 1844 als historisches Denkmal eingestuft und im 19. Jahrhundert im neuromanischen Stil restauriert. Die Architekten Pollet und Benoît restaurierten in „reinem romanischen“ Geist, zerstörten Reste des Kreuzgangs und erweiterten die Kirche durch Seitenkapellen.
Mittelalterliche Mosaiken, die während der Arbeiten von 1844/1845 in der Kapelle Sainte Blandine entdeckt wurden, weckten kein Interesse und wurden zerstört. Ein weiteres Mosaik wurde 1851 in der Nähe des Hauptaltars ausgegraben. Es stellt einen Geistlichen dar, der ein Modell der Kirche präsentiert. Es ist das einzige mittelalterliche Mosaik, das im 19. Jahrhundert in Lyon entdeckt wurde und das teilweise restauriert wurde, ein erstes Mal zwischen 1852 und 1855, dann wieder 1934.
Die Kirche wurde am 13. Juni 1905 von Papst Pius X. in den Rang einer Basilica minor erhoben.

## Architektur
In der Basilika von Ainay sind viele Baustile zu finden: vorromanisch in der Kapelle Sainte-Blandine, romanisch in ihrer gesamten Hauptstruktur, die Kapelle Saint-Michel ist gotisch, die Kirche wurde im 19. Jahrhundert umfassend restauriert und durch neuromanische Ergänzungen erweitert.
Das Kirchenschiff ist 17 Meter breit und das Gebäude ist 37 Meter lang. Die vier monolithischen Säulen, die die Kuppel vor dem Chor tragen, sind aus grauem oberägyptischen Granit aus Syene und wurden aus den Ruinen eines römischen Monuments geborgen und in zwei Teile zerschnitten: der Nordostpfeiler schließt sich über dem Südwestpfeiler an, und der Südostpfeiler konnte auf den Nordwestpfeiler gesetzt werden.
Den Eingang bildet eine Glockenturm-Vorhalle, die in 31 Metern Höhe gipfelt. Die Turmbasis ist mit Steinen aus alten Monumenten gebaut und stammt aus dem 11. Jahrhundert. Die Tür und das Spitzbogengewölbe stammen aus dem Ende des 11. Jahrhunderts. Das Tympanon wurde 1860 von Joseph-Hugues Fabisch gefertigt.

## Orgel
In der Basilika befindet sich eine Orgel, die von Joseph Merklin 1889/90 gebaut wurde. Sie verfügt über 36 Register auf drei Manualen (Grand Orgue 9, Positif 7, Récit 12) und Pedal (8).